# Onychopetalum periquino
Onychopetalum periquino là loài thực vật có hoa thuộc họ Na. Loài này được (Rusby) D.M. Johnson & N.A. Murray mô tả khoa học đầu tiên năm 1995.